# فهم الحب
فهم الحب (بالكورية: 사랑의 이해)؛ هو مسلسل تلفزيوني كوري جنوبي، من بطولة يو يون سيوك، مون جا يونغ، كيوم سا روك وجونغ جا-رام. مبني على رواية تحمل نفس الاسم للكاتب لي هيوك جين. عرض على قناة جاي تي بي سي في 21 ديسمبر الى 9 فبراير 2023، بث كل يوم الأربعاء والخميس. وهو متاح أيضًا على نتفليكس في مناطق محددة.

## القصة
يتتبع المسلسل قصة أربعة اشخاص لهم اهتمامات مختلفة، يلتقون ببعضهم البعض في فرع يونغ بو التابع لي «كي سي يو بانك»، كما يفهمون المعنى الحقيقي للحب.

## طاقم
- يو يون سيوك في دور ها سانغ سو: مدير فرع يونغ بو التابع «لبنك KCU» الذي يرغب في نمط حياة طبيعي ويعتقد أن الحياة التي لا تتزعزع هي مفتاح السعادة.[8]
- مون جا يونغ في دور آهن سو يونغ: صرافة في السنة الرابعة في فرع يونغ بو التابع «لبنك KCU»، والذي تنظر إلى الحب على أنه قلعة رملية يمكن أن تنهار في لحظة، لكنها تجد نفسها متحمسة لرجل ظهر فجأة في حياتها.[1][10]
- كيوم ساي روك في دور بارك مي كيونغ: مديرة مساعدة حازمة ومباشر لفريق PB بفرع يونغ بو، وهي من في عائلة ثرية.[3]
- جونغ غا-رام في دور جيونغ جونغ هيون: رجل مخلص ومجتهد يحلم بأن يصبح ضابط شرطة ويعمل حاليا حارس أمن بنك.[11]

### دور داعم
- مون تاي يو في دور سو كيونغ بيل: صديق سانغ سو وهو رئيس قسم الشؤون العامة.[12]
- جيونغ جاي سونغ في دور يوك سي كيونغ: مدير في فرع يونغبو لبنك KCU.[12]
- لي هوا ريونج في دور نوه تاي بيونغ: نائب المدير[13]
- بارك هيونغ سو بدور لي جو ايل: قائد فريق في فرع يونغبو لبنك KCU.[12]
- لي سي هون  في دور ما دو سيك: مدير مساعد.[13]
- يانغ جو آه في دور سيو مين هي: قائدة الفريق[13]
- غو إن في دور باي اون جونغ: مديرة في فرع يونغ بو لبنك KCU[14]
- اوه دونغ-مين في دور يانغ سيوك-هيون: نائب في فرع يونغبو لبنك KCU.[15]
- أوه سو هيون في دور كيم جي ايون: أصغر موظفة في البنك.[13]

### أخروون
- سيو جيونغ-يون في دور هان جيونغ-مي: والدة سانغ-سو.[16]
- بارك مي هيون في دور شيم كيونغ سوك: والدة سو يونغ[17]
- بارك يون هي في دور آهن إن جاي: والد سو يونغ[17]
- يون يو سون  في دور يون مي سون: والدة مي كيونغ[17]
- بارك سونج جيون في دور بارك داي سونغ: والد مي كيونغ[17]

## المشاهدات
| الموسم | الموسم | رقم الحلقة | رقم الحلقة  | رقم الحلقة  | رقم الحلقة  | رقم الحلقة | رقم الحلقة | رقم الحلقة  | رقم الحلقة  | رقم الحلقة | رقم الحلقة  | رقم الحلقة | رقم الحلقة | رقم الحلقة | رقم الحلقة | رقم الحلقة | رقم الحلقة | المتوسط |
| الموسم | الموسم | 1          | 2           | 3           | 4           | 5          | 6          | 7           | 8           | 9          | 10          | 11         | 12         | 13         | 14         | 15         | 16         | المتوسط |
| ------ | ------ | ---------- | ----------- | ----------- | ----------- | ---------- | ---------- | ----------- | ----------- | ---------- | ----------- | ---------- | ---------- | ---------- | ---------- | ---------- | ---------- | ------- |
|        | 1      | 610        | ستُعلن لاحقًا | ستُعلن لاحقًا | ستُعلن لاحقًا | 566        | 617        | ستُعلن لاحقًا | ستُعلن لاحقًا | 551        | ستُعلن لاحقًا | 690        | 663        | 697        | 602        | 706        | 714        | N/A     |

| الحلقات | تاريخ البث     | تقييمات (نيلسن كوريا) | تقييمات (نيلسن كوريا) |
| الحلقات | تاريخ البث     | على الصعيد الوطني     | سيئول                 |
| ------- | -------------- | --------------------- | --------------------- |
| 1       | 21 ديسمبر 2022 | 3.124%                | 3.593%                |
| 2       | 22 ديسمبر 2022 | 1.898%                | N/A                   |
| 3       | 28 ديسمبر 2022 | 2.151%                | 2.720%                |
| 4       | 29 ديسمبر 2022 | 2.457%                | 2.668%                |
| 5       | 4 يناير 2022   | 2.777%                | 3.033%                |
| 6       | 5 يناير 2022   | 2.972%                | 3.326%                |
| 7       | 11 يناير 2023  | 2.427%                | N/A                   |
| 8       | 12 يناير 2023  | 2.707%                | N/A                   |
| 9       | 18 يناير 2023  | 2.698%                | 2.926%                |
| 10      | 19 يناير 2023  | 2.828%                | 3.553%                |
| 11      | 25 يناير 2023  | 3.324%                | 3.920%                |
| 12      | 26 يناير 2023  | 3.348%                | 4.079%                |
| 13      | 1 فبراير 2023  | 3.536%                | 3.926%                |
| 14      | 2 فبراير 2023  | 3.214%                | 4.015%                |
| 15      | 8 فبراير 2023  | 3.601%                | 4.099%                |
| 16      | 9 فبراير 2023  | 3.595%                | 4.414%                |
| متوسط   | متوسط          | 2.916%                | N/A                   |

## الإنتاج

### صناعة
المسلسل من كتابة لي هيون جونغ ولي سيو هيون وهو أول مشروع لهما. ومن تخطيط وانتاج جي تي بي سي إستوديوز.

### طاقم
في 6 أكتوبر 2022 ، في تم تأكيد طاقم التمثيل الرئيسي للمسلسل وهم: يو يون سيوك، مون جا يونغ، كيوم سا روك وجونغ جا-رام.

## روابط خارجية
- الموقع الرسمي
 (بالكورية)
- فهم الحب على موقع IMDb (الإنجليزية)
- فهم الحب على موقع روتن توميتوز (الإنجليزية)
- فهم الحب على موقع نتفليكس (الإنجليزية)
- فهم الحب على موقع كينوبويسك (الروسية)
- فهم الحب على موقع قاعدة بيانات الفيلم (الإنجليزية)
- فهم الحب على هانسينما